# Quận Lincoln, Wisconsin
Quận Lincoln một quận thuộc tiểu bang Wisconsin, Hoa Kỳ. Quận lỵ đóng ở Merrill6. Theo điều tra dân số năm 2000 của Cục điều tra dân số Hoa Kỳ năm 2000, quận có dân số 29.641 người.

## Địa lý
Theo Cục điều tra dân số Hoa Kỳ, quận có diện tích 2349 km2, trong đó có 24 km2 là diện tích mặt nước.

### Xa lộ
| - U.S. Highway 8 - U.S. Highway 51 - Highway 17 (Wisconsin) | - Highway 64 (Wisconsin) - Highway 86 (Wisconsin) - Highway 107 (Wisconsin) |

### Quận giáp ranh
- Quận Oneida - bắc
- Quận Langlade - đông
- Quận Marathon - nam
- Quận Taylor - tây
- Quận Price - tây bắc

## Thông tin nhân khẩu

Tháp dân số quận Lincoln theo điều tra năm 2000.

Theo điều tra dân số 2 năm 2000, quận đã có dân số 29.641 người, 11.721 hộ gia đình, và 8.228 gia đình sống trong quận hạt. Mật độ dân số là 34 người trên một dặm vuông (13/km ²). Có 14.681 đơn vị nhà ở với mật độ trung bình là 17 trên một dặm vuông (6/km ²). Cơ cấu chủng tộc của dân cư quận bao gồm 97,76% người da trắng, 0,41% da đen hay Mỹ gốc Phi, 0,44% người Mỹ bản xứ, 0,39% châu Á, Thái Bình Dương 0,03%, 0,29% từ các chủng tộc khác, và 0,68% từ hai hoặc nhiều chủng tộc. 0,82% dân số là người Hispanic hay Latino thuộc một chủng tộc nào. 55,9% là gốc Đức, gốc Ba Lan 5,7% và 5,3% gốc Na Uy theo điều tra dân số năm 2000. 96,9% nói tiếng Anh, số người nói tiếng Đức chiếm 1,3% và 1,2% nói tiếng Tây Ban Nha là ngôn ngữ đầu tiên của họ.
Có 11.721 hộ, trong đó 31,40% có trẻ em dưới 18 tuổi sống chung với họ, 58,40% là đôi vợ chồng sống với nhau, 8,10% có một chủ hộ nữ và không có chồng, và 29,80% là các gia đình không. 25,50% hộ gia đình đã được tạo ra từ các cá nhân và 12,10% có người sống một mình 65 tuổi hoặc lớn tuổi hơn là người. Cỡ hộ trung bình là 2,46 và cỡ gia đình trung bình là 2,94.
Trong quận, độ tuổi dân cư như sau: 25,40% dưới độ tuổi 18, 6,90% 18-24, 28,00% 25-44, 23,30% từ 45 đến 64, và 16,40% từ 65 tuổi trở lên đã được những người. Độ tuổi trung bình là 39 năm. Đối với mỗi 100 nữ có 99,90 nam giới. Đối với mỗi 100 nữ 18 tuổi trở lên, đã có 95,10 nam giới.